# Littérature slovène
 (avril 2015).
Si vous disposez d'ouvrages ou d'articles de référence ou si vous connaissez des sites web de qualité traitant du thème abordé ici, merci de compléter l'article en donnant les références utiles à sa vérifiabilité et en les liant à la section « Notes et références ».

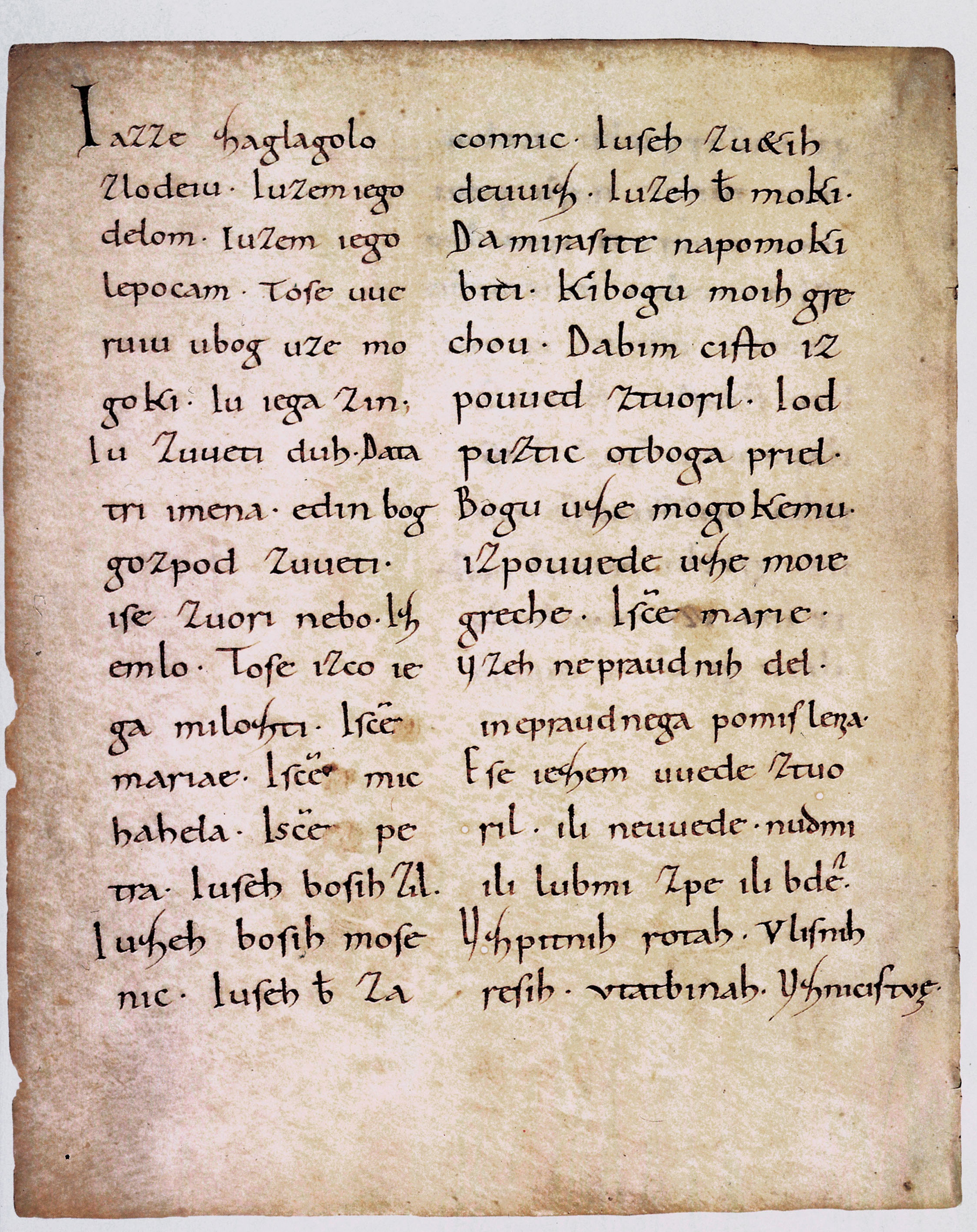
Une page du second manuscrit de Freising

La littérature slovène est écrite en langue slovène, ou en Slovénie ou par des auteurs slovènes (diaspora comprise) : 2,1 millions d'habitants (estimation 2018, pour 1 million vers 1850, et 2 vers 2005).

## Avant 1500
Les premiers textes connus en langue slovène sont les feuillets manuscrits de Freising (Brižinski spomeniki), écrits entre 972 et 1039 pour des besoins d’évangélisation. La langue est alors utilisée par les couches les plus basses de la société (même si les bourgeois et la petite noblesse la connaissaient), ainsi que par le clergé.
- Manuscrits de Freising (vers 980-1030, en vieux slovène)
- Codex Suprasliensis (vers 1030-1070, vieux-slave)
- Manuscrit Celova (sl) (vers 1380, ou manuscrit Rateška) )
- Manuscrit de Gora (sl) (vers 1492-1498, slovène, ou manuscrit de Castelmonte)

## La Réforme protestante

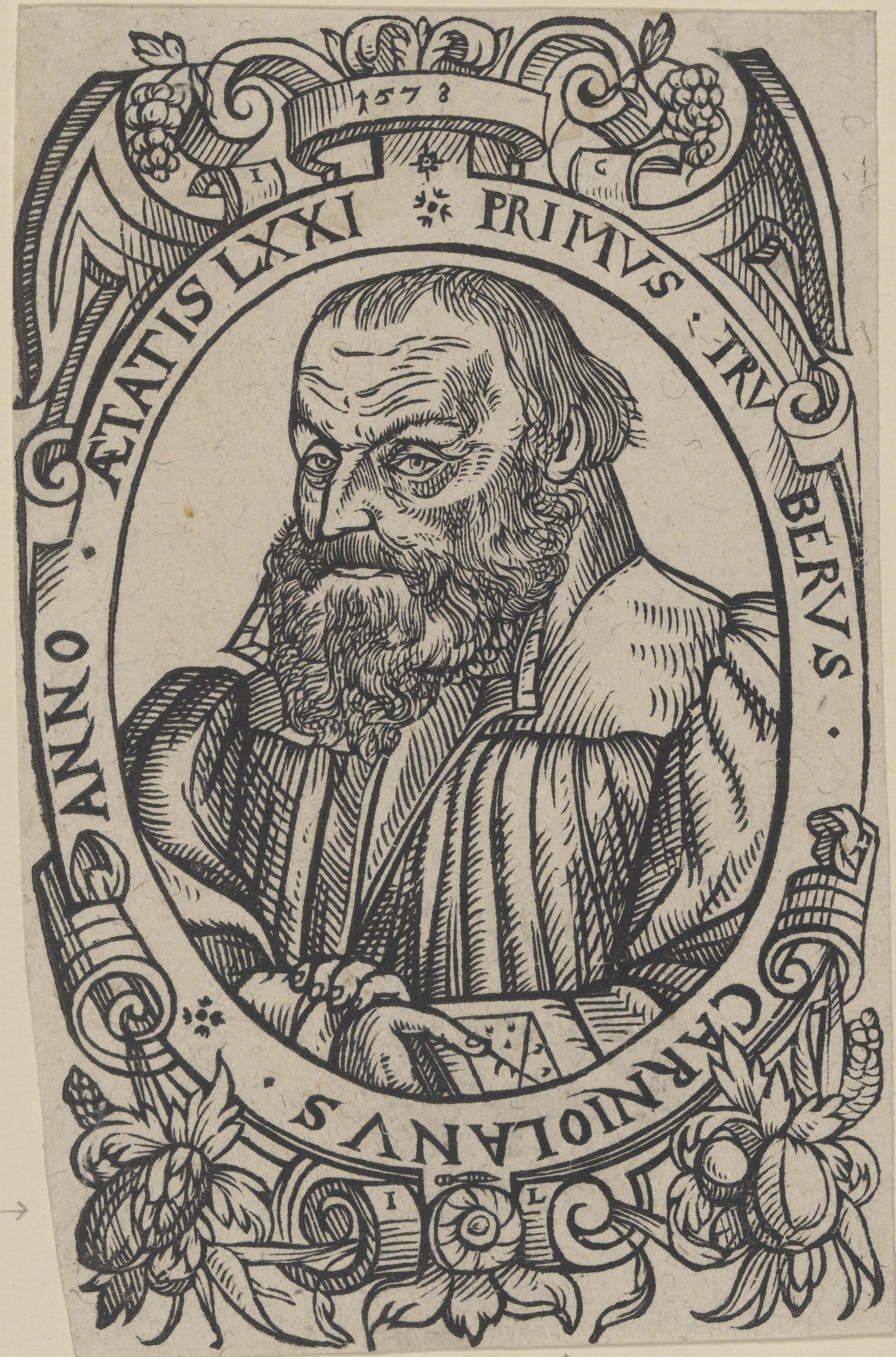
Primož Trubar

Avec le luthéranisme, le slovène entame sa carrière de langue littéraire. Les idées de la Réforme se répandent bien en Slovénie. On doit mentionner Primož Trubar (1508-1586) qui, imprégné des idées nouvelles, hésite toutefois à rompre avec Rome. Ses prêches en slovène dans la cathédrale de Ljubljana attirent les foules.
En 1550, les deux premiers livres en slovène paraissent, dont un Catéchisme et un Abécédaire en langue slovène.
En 1555 paraît une traduction de l’Évangile selon Matthieu et, en 1582, du Nouveau Testament.
L’œuvre de Primož Trubar (1508-1588) est prolongée par Jurij Dalmatin (1547-1589), Sebastian Krelj (en) (1538–1567) et Adam Bohorič (1520c-1600). Dalmatin traduit l’intégralité de la Bible en slovène : cette traduction est considérée pendant longtemps comme le modèle du slovène littéraire et utilisée par les prêtres catholiques sur autorisation du Pape.
Adam Bohorič (1520-1598), disciple de Philippe Mélanchthon, est l’auteur de la première grammaire slovène et de l'alphabet Bohorič (1584).

## XVIIesiècle
La Contre-Réforme (1600-1630) s'illustre avec Thomas Chrön (en) (Tomaž Hren, 1560–1630) et Johannes Tschandek (en) (Janez Čandek, 1581–1624).
La période baroque s'honore des ouvrages de :
- Janez Vajkard Valvasor (Johann Weikhard von Valvasor, 1641–1693),
- Tobia Lionelli (en) (Joannes Baptista à Sancta Cruce Vippacensi, Janez Svetokriški, 1647–1714),
- Romuald Marušič (sl) (Romuald Štandreški, 1676–1748).

## XVIIIesiècle
En dehors de la publication de livres utilitaires, le XVIIIe siècle marque les premières publications de poésie, dirigées par le père Janez Damascen (pseudonyme de Feliks Anton Dev (en) (Felix Dev, 1732-1786).
L'Illuminisme (1750-1819) est représenté par 
- István Küzmics (Štefan Küzmič, 1723–1779), Nouvi Zákon (traduction de la Bible en dialecte prekmure),
- Marko Pohlin (en) (1735–1801),
- Miklós Küzmics (en) (1737–1804),
- Jurij Japelj (en) (Georg Japelj, 1744–1807)
- Sigmund Zois (en) (Žiga Zois) (1747–1819),
- Anton Tomaž Linhart (en) (1756–1795),
- Valentin Vodnik (1758-1819), poète, journaliste, grammairien...

## XIXesiècle
Au tournant du siècle, un cercle savant se forme autour du baron Sigmund Zois (en) (1747-1819), né de père italien et de mère slovène, protecteur de nombreux artistes, qui tient une sorte de salon dans son hôtel particulier.
Cette époque, marquée par le baron Zois, voit aussi l’émergence du théâtre et le prolongement des œuvres historiques de Valvasor (1641-1693), notamment en la personne de Anton Tomaž Linhart (en) (1756-1795), auteur d’adaptations de pièces allemandes, et d’un ouvrage historique.

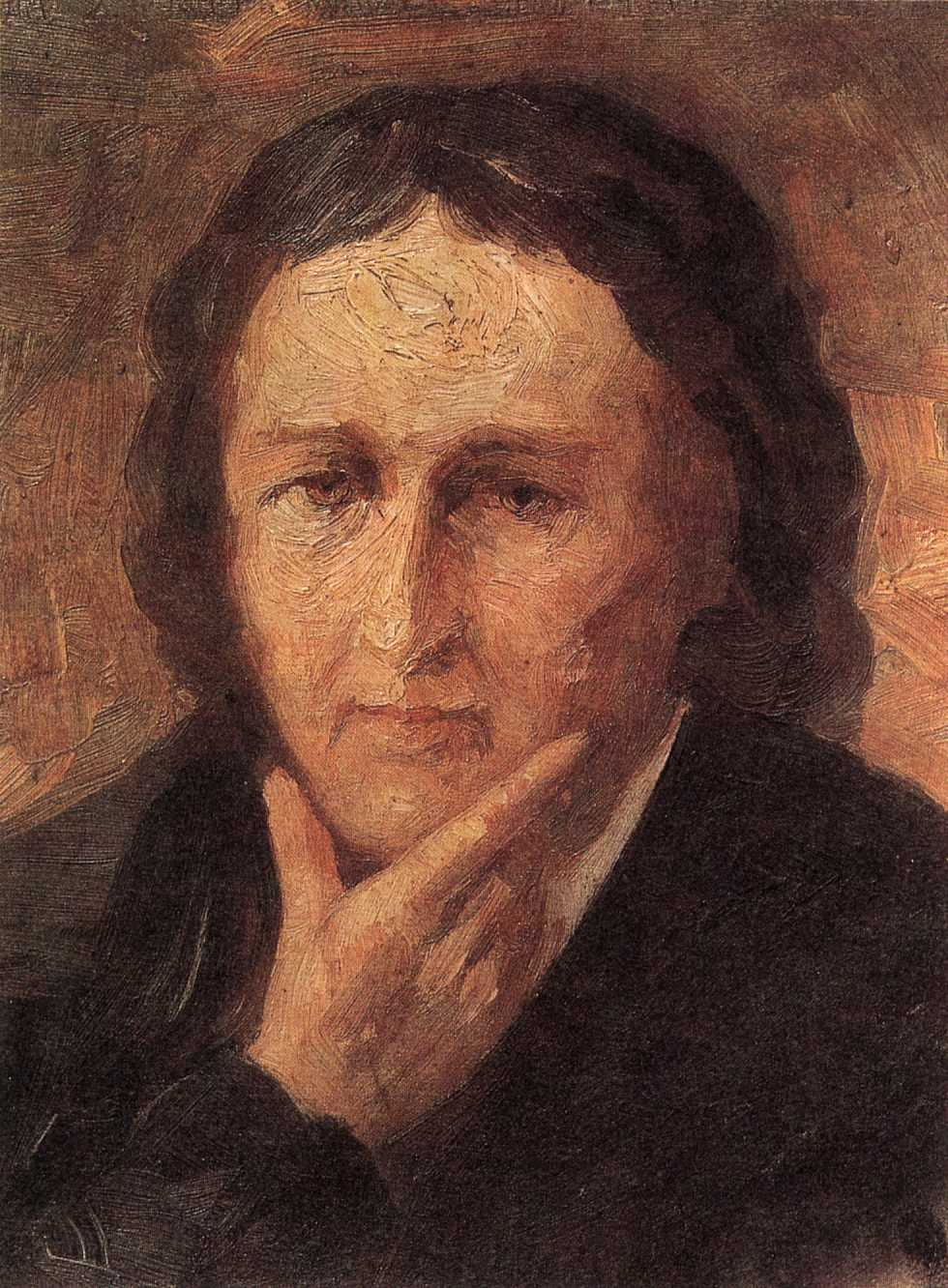
Le poète France Prešeren peint par Ivan Grohar

Parallèlement, au début du XIXe siècle, paraissent de nombreuses grammaires, mais aussi des publications diverses (livres de cuisine, manuels d’obstétrique, etc).
La grammaire de Jernej Kopitar (1780-1844), un grand philologue, est la première grammaire moderne du slovène. Kopitar fait créer une chaire de langues slaves à l’université de Vienne (1849). On crée aussi des chaires de slovène dans les lycées.
Le début du 19e siècle est marqué par József Kossics (en) (1788–1867), Matija Čop (1797-1835) (grand érudit), et surtout France Prešeren (1800-1849).
Prešeren est considéré comme le plus grand poète slovène. Issu d’une famille paysanne de Carniole, il fait son droit à Vienne, et devient clerc de notaire.
Empruntant des formes poétiques dans toutes les époques et tous les pays, il adapte « la poésie slovène [aux] formes les plus exigeantes et les plus pures de la poésie occidentale »[réf. nécessaire].
Auteur d’élégies, de poèmes amoureux désespérés, de poèmes épiques, et d’adaptations de chants populaires, il contribue à donner aux Slovènes une vraie langue littéraire. Sa revue poétique L'Abeille de Carniole est publiée de 1830 à 1833, puis en 1848.
La première moitié du siècle est également marquée par 
- Miha Kastelic (sl) (1798-1868), poète, éditeur, bibliothécaire
- Jovan Koseski (1798-1884, Janez Vesel), poète, traducteur, avocat, Slovenja
- Andrej Smole (sl) (1800-1840), marchand, collectionneur et enregistreur de chansons folkloriques
- Anton Martin Slomšek (sl) (1800-1862), évêque, écrivain, poète, pédagogue, bienheureux
- Janez Bleiweis (sl) (1808-1881), vétérinaire, publiciste, homme politique
- Stanko Vraz (sl) (1810-1851, Jakob Fras), illyrien, poète slovène-croate

La seconde moitié du XIXe donne à la langue slovène ses premières œuvres marquantes en prose.
On peut citer notamment
- Janez Cigler (sl) (1792-1869), auteur d’un récit picaresque : La Chance dans le malheur (Sreča v nesreči)
- Matija Čop (1797-1835), linguiste, critique, historien
- Luka Svetec (sl) (1826-1921),
- Janez Trdina (sl) (1830-1905),
- Matija Valjavec (sl) (1831-1897),
- Josip Stritar (1836-1923), Zorin (1870), Dunajski soneti (1872).

De nombreuses revues paraissent à cette époque et contribuent au développement de la langue et de la littérature slovène.
Le roman paysan allemand s’implante en Slovénie avec un auteur marquant et un peu particulier, Fran Levstik (1831-1887). Auteur de Martin Koeurpane du Haut (1858), il est aussi un grand défenseur de la langue slovène.
Les revues Slavija (Klagenfurt) et Vaje (Ljubljana) sont un vivier d’écrivains et de poètes, dont
- Simon Jenko (1835-1869), auteur de poèmes sur les thèmes de la nature, l’amour et la mélancolie, mais aussi plus politiques, il est surnommé le « Heine slovène »,
- Fran Erjavec (1834-1887), auteur de romans populaires,
- Janez Mencinger (1838-1912),
- Josip Jurčič (1844-1881), auteur de romans historiques et paysans, dont le grand succès « Le Janissaire slovène » (Jurij Kozjak),
- Ivan Tavčar (1851-1923), auteur de nombreux romans et nouvelles, et aussi député et maire de Ljubljana,
- Janko Kersnik (1852-1897), auteur de romans bourgeois et paysans,
- Josip Stritar (1836-1923), grand écrivain, surtout connu pour ses analyses littéraires,
- Simon Gregorčič (1844-1906), excellent poète
- Anton Aškerc (1856-1912), poète paysan et folkloriste.

Mais aussi Fran Govekar (sl) (1871-1949).

## 1900-1914

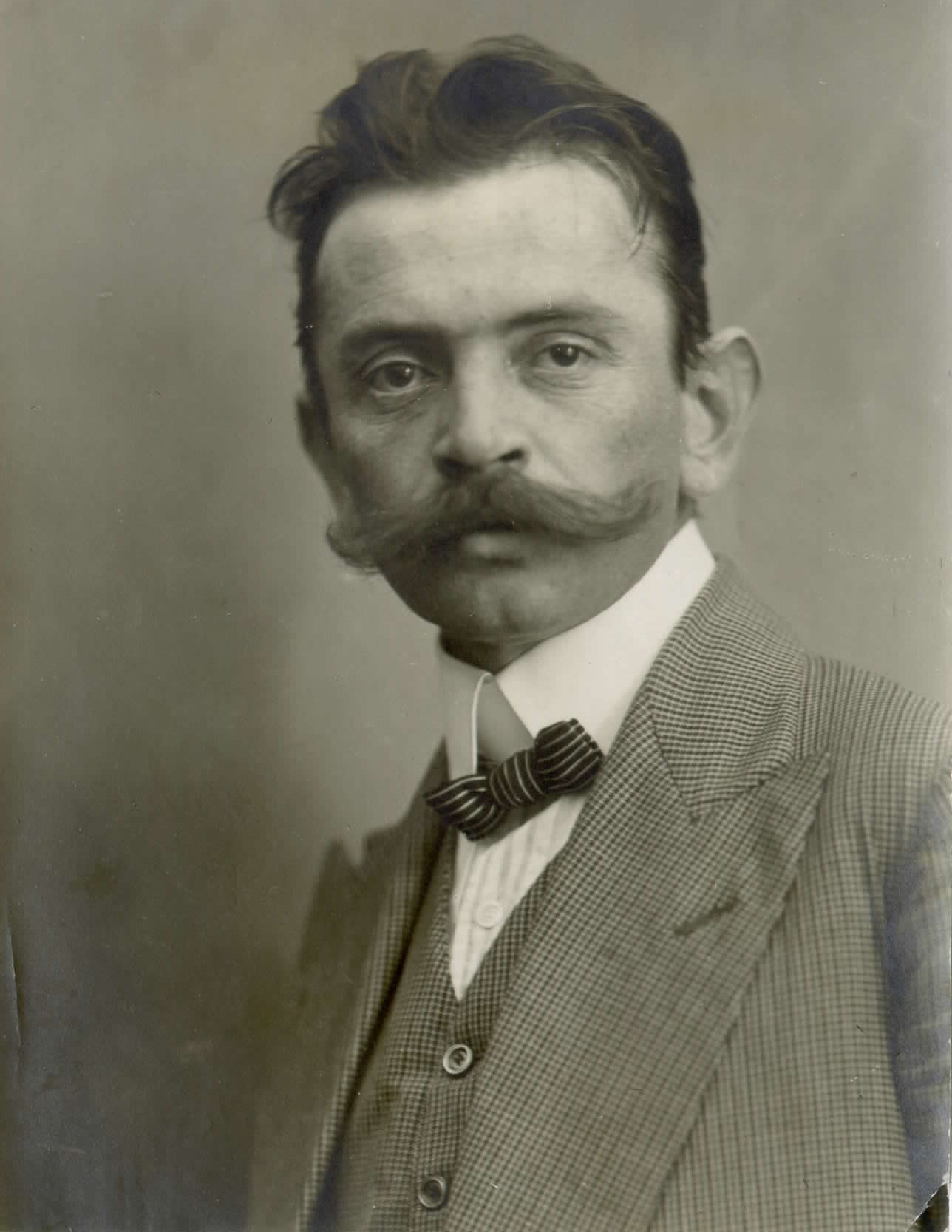
Ivan Cankar

Les auteurs du groupe « moderna » sont : Ivan Cankar (1876-1918), considéré comme le plus grand écrivain slovène. Né à Vrhnika (sud de Ljubljana), il publie des poésies dans le style décadent dès 1899. Influencé par son époque, il vit à Vienne et Ljubljana, se consacrant uniquement à la littérature. À partir de 1907, il prend une part active à la vie politique. Auteur complet, il excelle dans la poésie, le roman, la nouvelle, le théâtre.
Oton Župančič (1878-1949), contrairement à Cankar, est un poète de l’harmonie, de l’espérance et la lumière. Directeur du théâtre de Ljubljana et conservateur aux archives, il est influencé entre autres par le symbolisme, et appelle-même, à la fin de sa vie, à la lutte contre les nazis : « Connais-tu, poète, ton devoir ? » (Veš, poet, svoj dolg ?).
Dragotin Kette (1876-1899) et Josip Murn (1879-1901) sont deux « poètes maudits » remarquables.

## 1915-1930

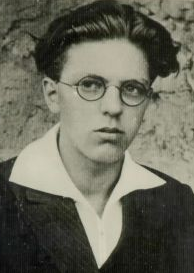
Srečko Kosovel

Les auteurs du réalisme cherchent tous à s'écarter de l'influence de la "moderna" :
- Vida Jeraj (1875-1932),
- C. Golar (1879-1965),
- M. Pugelj (1883-1929),
- F. Milčinski (1867-1932),
- L. Kraigher (1877-1959).

Parmi les quelques auteurs chrétiens progressistes :
- Finžgar (1883-1952), prêtre originaire de Carniole, auteur de romans dans la veine de ceux du Polonais Sienkiewicz, toujours très appréciés aujourd’hui,
- Meško (1874-1964), auteur notamment de récits de jeunesse,
- Izidor Cankar (1896-1958), cousin de Ivan Cankar, qui dirigea Dom in svet, une importante revue culturelle,
- Ivan Pregelj, (1883-1952), auteur de la région triestine.

Srečko Kosovel (1904-1926) est le principal représentant de l’expressionnisme. Originaire du Karst, il est mort très jeune, et les traductions en italien et français contribuent à le faire connaître à l’étranger.
D’autres auteurs, comme Podbevšek (1898-1981), Jarc (1900-1942) ou Seliškar (1900-1969), cherchent des formes nouvelles dans l’expressionnisme ou le futurisme.
- Voir également Edvard Kocbek, Pavel Golia, Vladimir Bartol, Louis Adamic, Alma Karlin, Bogomir Magajna, Ivan Mrak, Anton Novačan, Lili Novy, Julius Kugy, Vladimir Kralj, Marica Gregorič Stepančič
- Voir également Mile Klopčič, Fran Albreht, Vera Albreht, Tone Čufar, Igo Gruden, Prežihov Voranc, Miško Kranjec, Bratko Kreft, Ivan Potrč, Ludvik Mrzel, Juš Kozak, Lojz Kraigher, Ferdo Kozak, Fran Albreht

## 1930-1950
Dès les années 1930, et encore plus après la guerre et la victoire de Tito, se développe le mouvement du réalisme social et socialiste, avec entre autres Miško Kranjec (1908-1983); Prežihov Voranc (1893-1950), de son vrai nom Lovro Kuhar, enfant chéri du régime communiste; Ciril Kosmač (1910-1980), natif de la région triestine, attentif aux problèmes sociaux et nationaux; Ivan Potrč (1913-1993), communiste et militant de la première heure; A. Ingolič (1907-1992). Quelques auteurs s’éloignent des courants dominants en se tournant vers le roman historique, comme Vladimir Bartol (1903-1967), ou psychologique comme S. Grum (1901-1949).
Pendant la guerre, des éditions clandestines de poètes-partisans existèrent. On peut citer Matej Bor (pseudonyme de Vladimir Pavšič (1912-1993); Karel Destovnik (ou Kajuh, 1922-1944); France Balantič (1921-1943), résistant mais anticommuniste; Edvard Kocbek (1904-1981).
- Intimism (en)

## Après 1950

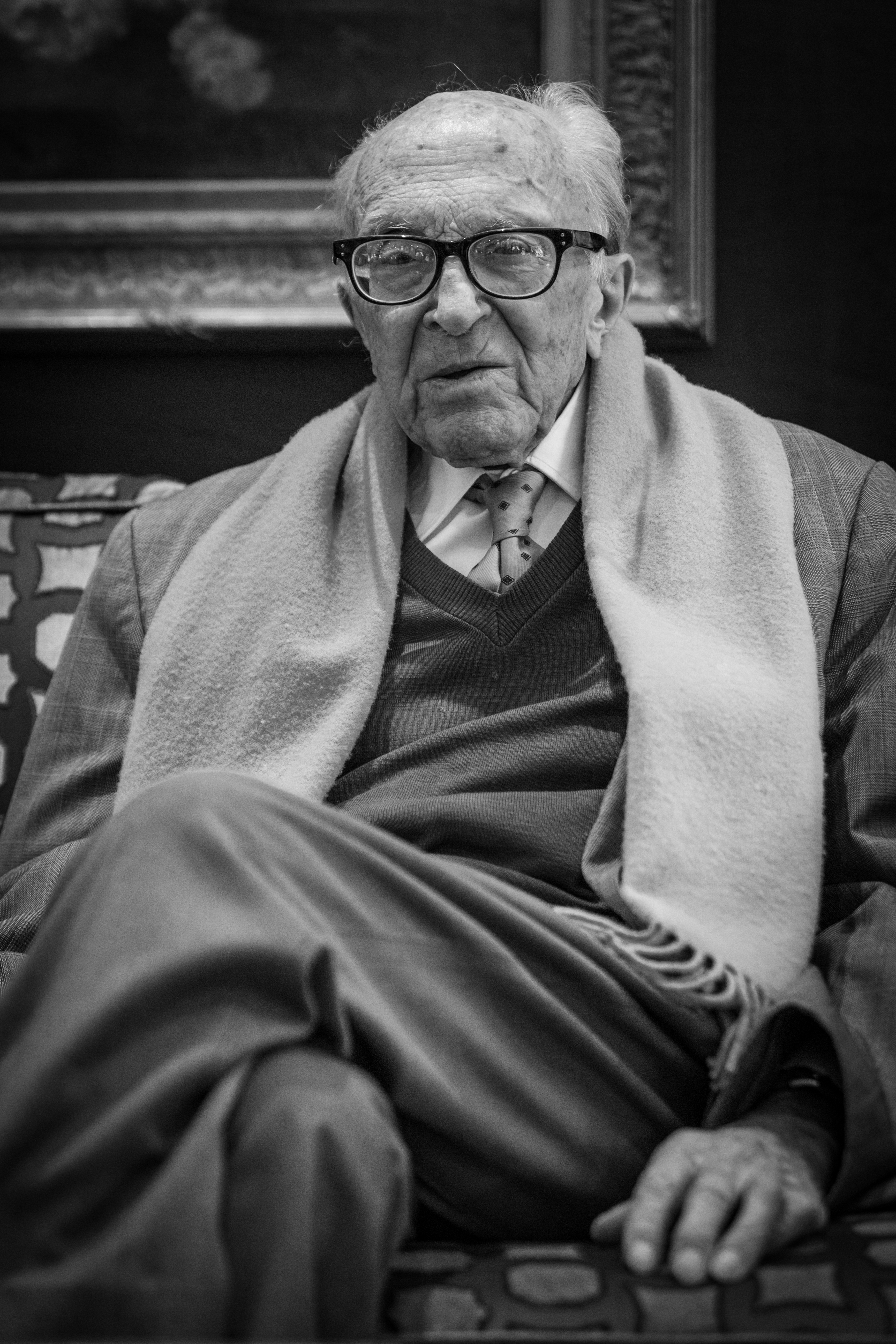
Boris Pahor en 2015

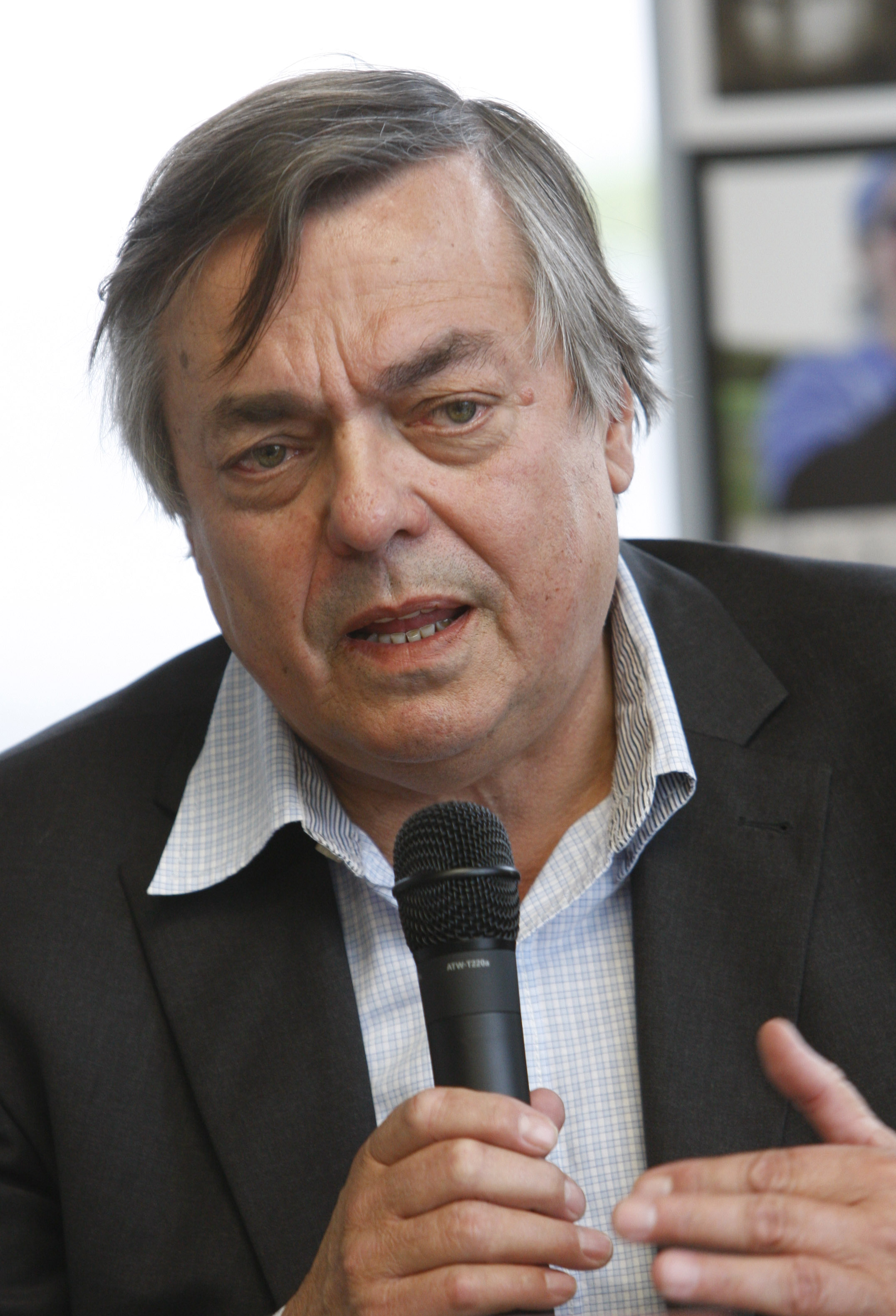
Drago Jančar (2011)

Parmi les poètes modernes, les figures essentielles sont : Ciril Zlobec (1925-); Minatti (1924-); Janez Menart (1929-2004);  Ivan Gregor Strniša (1930-1987); Veno Taufer (1933-);  Svetlana Makarovič (1939-); E. Fritz (1940-); Tomaž Šalamun (1941-); M. Dekleva (1946-); Milan Jesih (1950-); Meta Kušar (1952-);  Boris A. Novak (1953-). Certains vivent en Autriche et en Italie, comme Kokot, Smole et Kravos. La poésie slovène demeure d’une très grande vitalité, avec un nombre important de revues et de publications compte tenu du petit nombre d’habitants.
Dans les années 1960, les prosateurs se détachent progressivement du réalisme social imposé par le régime, par l’apport de thèmes nouveaux, d’une nouvelle vision de l’Homme, voire d’une poursuite de la tradition d’avant-guerre : Zdravko Slamnik (1932-1992); Lojze Kovačič (1928-); Andrej Hieng (1925-); Alojz Rebula (1924-); Boris Pahor (1913-), triestin, résistant interné par les nazis, traduit dans de nombreuses langues, qui jouit d’une renommée internationale (notamment grâce à son roman Quand Ulysse revient à Trieste de 1955). Parmi les expatriés, on peut citer K. Mauser (1918-1977), vivant en Argentine. Chez les Slovènes d’Autriche, le principal auteur est Florjan Lipuš (1937-).
Dans les années 1970, une nouvelle génération émerge, avec en tête Drago Jančar (1948-) dont « la maîtrise de la langue et l’intensité dramatique placent l’œuvre (…) au premier rang de la littérature slovène d’aujourd’hui ».[réf. nécessaire].
Sont aussi notables : Rudi Šeligo (1935-2004); S. Vuga; A. Capuder, Franček Rudolf (1944-), Žarko Petan, Alojz Rebula, Janko Messner, Mimi Malenšek, Miha Remec, Miloš Mikeln, Saša Vuga, Feri Lainšček, Marjan Tomšič, Tone Partljič, Vladimir Kavčič, Igor Torkar, Matej Bor...
La littérature slovène se compose également de nombreuses œuvres critiques.
Certains écrivains ont réalisé des traductions de grandes œuvres étrangères en slovène, (Gradnik pour Dante et Tagore; Klopčič pour Heine et Lermontov, etc.). Aujourd’hui, cette tradition se poursuit : (Lorca par Udovič, Camões par Capuder).
À signaler aujourd’hui la présence en France de Brina Svit dont la première partie de l’œuvre est en slovène, sa langue natale, et la seconde en français.
Tendance postmoderniste : Boris A. Novak, Marko Kravos, Drago Jančar, Evald Flisar, Tomaž Šalamun, Brina Svit, Janko Ferk, Cvetka Lipuš
Après 1990, se sont révélés Iztok Osojnik, Aleš Debeljak, Josip Osti, Miha Mazzini, Sebastijan Pregelj, Drago Jančar, Rudi Šeligo, Boris A. Novak, Igor Škamperle, Alojz Ihan, Taja Kramberger, Aleš Šteger, Uroš Zupan, Nejc Gazvoda, Andrej Blatnik, Jani Virk, Brane Mozetič, Goran Vojnović, Dušan Jelinčič, Vinko Ošlak, Janko Ferk, Benka Pulko...le triestin Marko Sosič (1958-2021)
Depuis 2000 : Katarina Marinčič (1968-)...

## Œuvres
- Livres slovènes (en)

## Auteurs
- Écrivains slovènes, Écrivains slovènes par genre
- Écrivains yougoslaves (voir la version anglophone)
- Liste d'écrivains et poètes de langue slovène en Hongrie (en)

## Institutions
- Prix littéraires : Fabula Award, Jenko Award, KONS International Literary Award, Kresnik Award, Levstik Award, Rožanc Award, Veronika Award, Vilenica International Literary Festival, voir Slovenian literary awards (en), dont prix littéraire Kresnik (it)
- Association des Écrivains slovènes (en)
  - publication : collection Livre slovène (1963-1990), puis Litteræ Slovenæ (depuis 1990)
- Slovenian Book Agency (en)
- Nova revija (magazine) (en)
- Site Litteræ Slovenicæ
- Prix littéraires slovènes (en)

Liste restreinte de prix littéraires internationaux :
- Prix européen de littérature (2005)
- Prix Angelus de littérature d'Europe centrale (de) (2006)